# Caterina Colonna
Caterina Colonna (... – 9 ottobre 1438) è stata una nobile italiana, contessa consorte di Urbino.

## Biografia

Stemma della famiglia Colonna

Era la figlia di Lorenzo Onofrio Colonna, gran camerlengo del Regno di Napoli, e Sveva Caetani; era la sorella di Vittoria, Antonio, Prospero ed Odoardo Colonna e nipote di papa Martino V.

## Discendenza
Nel 1422 fu promessa in sposa a Filippo Maria Visconti, duca di Milano, ma il 23 gennaio 1424 sposò invece Guidantonio da Montefeltro, conte di Urbino. La coppia ebbe sei figli:
- Raffaello Maria (nato e morto il 4 luglio 1425);
- Oddantonio (1427-1444), che succedette al padre e fu 1º duca di Urbino;
- Brigida Sveva (23 luglio - 29 settembre 1428), visse solo due mesi;
- Violante (1430-1493), moglie di Novello Malatesta, si fece monaca alla morte del marito;
- Agnese (1431-1447), sposata a Alessandro Gonzaga, Marchese di Castel Goffredo, Castiglione e Solferino;
- Sveva (1434-1478), moglie di Alessandro Sforza, poi costretta a farsi monaca, divenne la "Beata Serafina".